# Ногин, Виктор Павлович
Ви́ктор Па́влович Ноги́н (2 (14) февраля 1878, Москва — 22 мая 1924, там же) — российский революционный и советский государственный и партийный деятель; философ-марксист, в 1917 году — первый народный комиссар по делам торговли и промышленности.

## Биография
Родился в Москве в семье приказчика 14 февраля 1878 года.
В 1892 окончил 4-классное училище в Калязине Тверской губернии.
С 1893 года, в 15 лет, — рабочий на Богородско-Глуховской текстильной мануфактуре (ныне ОАО «Глуховский текстиль») в Богородске Московской губернии.
В 1896 году переехал в Санкт-Петербург, где поступил подмастерьем в красильню фабрики К. Я. Паля (за Невской заставой, в 1920-е — 1990-е — фабрика имени В. П. Ногина, ныне — Александро-Невская мануфактура). Вскоре стал посещать марксистские кружки. В 1897 году он был одним из руководителей забастовок на фабрике Паля, а в 1898 — на Семенниковском заводе.
В 1898 году вступил в Санкт-Петербургскую социал-демократическую группу «Рабочее знамя».
Во второй половине октября 1898 года Виктора определили приёмщиком на завод Семянникова.

### Арест, ссылка в Полтаву
16 декабря 1898 года 20-летний Виктор был впервые арестован по обвинению в организации забастовок и участии в открытой схватке забастовщиков с полицией. В течение года, до 14 декабря 1899, Ногин находился в Санкт-Петербургском доме предварительного заключения на Шпалерной улице, пока Петербургское жандармское управление вело следствие.
После освобождения из тюрьмы Ногин был отправлен в ссылку под гласный надзор полиции в Полтаву. Там Ногин организовал среди местных рабочих три марксистские группы: железнодорожников, работниц табачной фабрики и ремесленников. Также в Полтаве Ногин вступил в организованную Юлием Мартовым группу содействия газете «Искра».

### Эмиграция, агент «Искры»

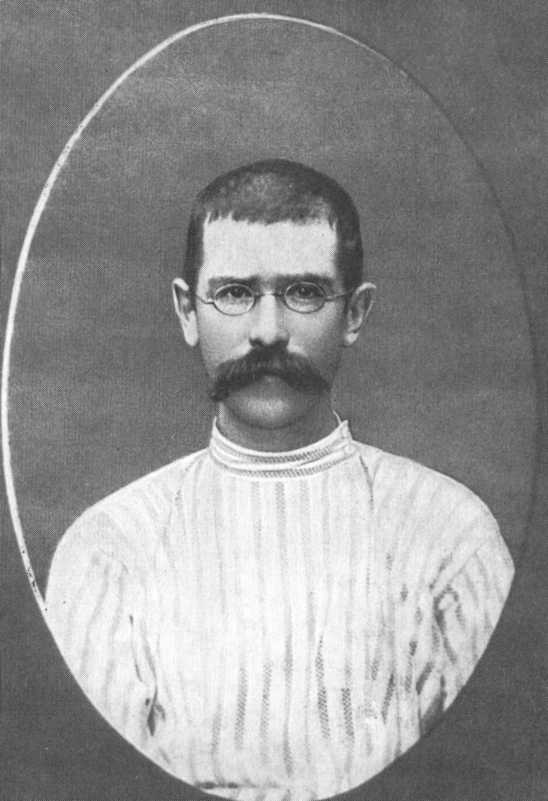
Ногин в 1904 году

В августе 1900 года самовольно скрылся из Полтавы, прибыл в Лондон. Он присоединился к ленинской группе. Сначала переписывался с жившим тогда в Швейцарии Владимиром Ульяновым (Лениным), а затем встречался с ним в Мюнхене, где находилась редакция «Искры» и печаталась газета.
В 1901 году Виктор Ногин и другой лондонский эмигрант Сергей Андропов одними из первых стали агентами «Искры». Царская агентура, однако, следила за их деятельностью. 12 марта 1901 года директор Департамента полиции Сергей Зволянский подписал директиву: «Ввиду полученных указаний, что разыскиваемый … дворянин Сергей Васильев Андропов предполагает прибыть из-за границы в Россию по чужому паспорту, Департамент полиции считает полезным разослать вместе с сим фотографические карточки, в двух видах, названного Андропова». Но Ногин и Андропов только к началу июля 1901 года появились в Мюнхене (в законспирированном искровском центре) для получения перед отъездом в Россию последних инструкций. Был выбран район действия — Одесса. Решен вопрос о маршруте проникновения в Россию. С этой целью Андропов и Ногин отправились в Берлин. Через искровскую группу содействия и связанных с нею контрабандистов революционеры оказались в Вильно у своего старого товарища по «Рабочему знамени» Сергея Цедербаума (Якова). Здесь планы Андропова и Ногина резко изменились. Трое революционеров решили более важным ехать не в Одессу, а в Санкт-Петербург, где дела «Искры» были не блестящи. Там они решили основать искровскую районную газету. Это было полное непонимание главного плана редакции «Искры» — покончить с кустарничеством и сплотить местные организации вокруг центрального печатного органа.
До согласования этого решения с редакцией Ногин и Андропов разъехались — Виктор поехал в Москву к матери и брату.
20 июля 1901 года Зволянский подписал телеграмму в Московское охранное отделение к Зубатову:

«По достоверным указаниям Андропов и Новосёлов выехали из-за границы в Россию… Должны теперь находиться в Москве. Примите тщательные меры к выяснению и учредите неотступное секретное наблюдение, сопровождая при выездах. Жду уведомления. Директор Зволянский».

Полиция не скоро узнала, что упомянутый Новосёлов есть рабочий Виктор Ногин. Однако в Москве след искровца обнаружен не был. А Виктор был там и терпеливо ждал ответа редакции. Наконец в середине августа 1901 года Ногин получил письмо «Кати» (Надежды Крупской): «Мы ничего не имеем против того, чтобы вы и Брусков ехали в Питер. Питер для нас очень важен, и у нас там совсем нет своих людей. Только как для вас Питер в смысле безопасности? В Одессу поедет теперь свой человек… Главным образом против чего мы возражаем… — это против устройства массовой газеты (не литературы, а именно газеты)… Доставка литературы вам будет обеспечена…».
Виктор Ногин отправился в Санкт-Петербург. Предварительно он написал письмо в Бирск Андропову (Брускову), проинформировав товарища о событиях. Переписка Москвы и глухого уральского городка не проходит мимо жандармов. 21 августа Зволянский попросил выяснить Уфимское ГЖУ, не находится ли разыскиваемый Андропов у его сестры, на имя которой идут конспиративные письма. И уже 26 августа тот был арестован на пристани Казани.
Ногин приехал в Санкт-Петербург 2 сентября.
2 октября 1901 года в 10 часов 20 минут Ногин встретился в Ботаническом саду с Ревекой Рубинчик, прибывшей недавно из Берлина студенткой. В тот же день вечером прямо на улице Петербургской стороны искровский агент был арестован. Только тогда жандармы дознались, что Яблочков, Новосёлов и Ногин — одно и то же лицо.

### Ссылка (1902—1903)
С 30 августа 1902 года по 13 апреля 1903 года отбывал ссылку в Назарове (центр Назаровской волости Ачинского уезда Енисейской губернии).

### РСДРП(б)

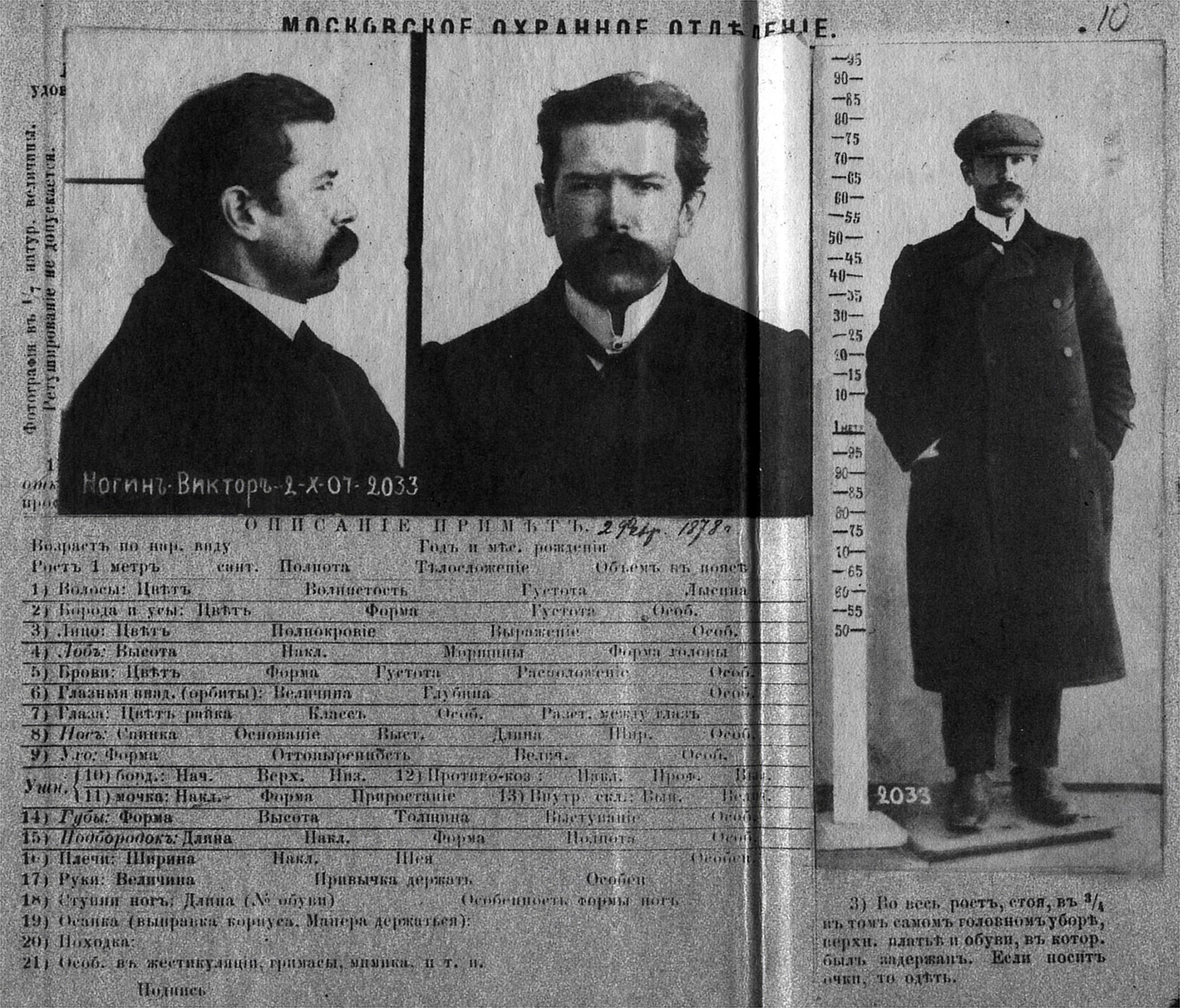
Полицейская карточка Виктора Ногина. Октябрь 1907 года

Редакция и организация «Искры» вела работу по объединению русской революционной социал-демократии. Весной 1903 года Ногин стал агентом Организационного комитета по созыву II съезда РСДРП. Съезд состоялся летом в Брюсселе. Ногин присоединился к большевикам.
Весной 1907 года был делегатом V съезда РСДРП в Лондоне от московской организации. На этом съезде он был избран в члены ЦК.
В 1906—1907 годах много работал по созданию профсоюзов в Баку и Москве, был избран председателем Центрального бюро московских профсоюзов. Поэтому в 1907 году на V съезде РСДРП критиковал идею меньшевиков о «нейтральности» профсоюзов, а на III конференции РСДРП (Котке, Финляндия) отстаивал необходимость более тесной связи революционеров с профсоюзным и кооперативным рабочим движением. Его аргументация убедила многих большевиков, в том числе и Ленина, который позднее это признавал.
С 1910 года — член Русского бюро ЦК. 8 арестов, 6 побегов, 6 лет провёл в тюрьмах.
В 1912—1914 гг. находился в ссылке в Верхоянске. В Верхоянск он прибыл 12 июля 1912 года. Там В. П. Ногин написал книгу воспоминаний «В стране полярного холода» (вышла в 1919 году под названием «На полюсе холода»).
С началом Первой мировой войны ведёт пораженческую пропаганду в Саратове, а с 1916 года — в Московской губернии. Служил в Земгоре.

## В 1917 году. При советской власти

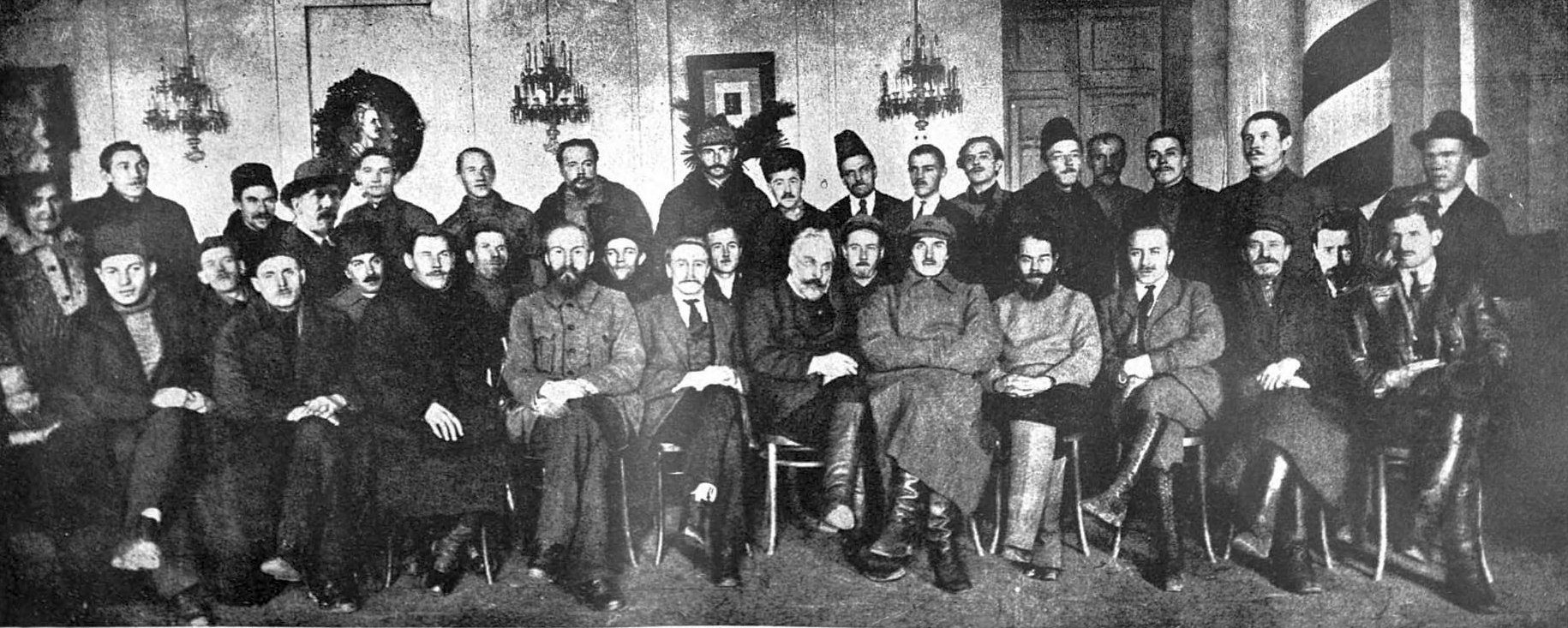
Группа членов Исполкома первого созыва Моссовета после Октябрьской революции.
Сидят (слева направо): 1) Игнатов, 2) Ратехин, 3) Корзинов, 4) Розенгольц, 5) Пискарёв, 6) Сальников, 7) Ангарский, 8) Борщевский, 9) Фельдман, 10) Каныгин, 11) Смидович, 12) Горкунов, 13) Сахаров, 14) Рогов, 15) Лисицин, 16) Радзивиллов, 17) Ногин, 18) Певунов.
Стоят (слева направо): 1) Темкина, 2) Илюшин, 3) Меркулов, 4) Рыков, 5) Заморёнов, 6) Будзыньский, 7) Обух, 8) Смирнов, 9) Савин, 10) Семашко, 11) Исаев, 12) Вознесенский, 13) Буровцев, 14) Белорусов, 15) Желтов, 16) Булочнинов, 17) Фонченко

После февральских событий 1917 года, получив возможность продолжать своё дело уже легально, выезжает на фронт, призывая солдат обратить штыки против правительства.
В апреле 1917 года на конференции РСДРП(б) (24-29 апреля) года вместе с Каменевым и Рыковым выступил против «апрельских тезисов» Ленина.
В августе 1917 года вошёл во Временный комитет по борьбе с контрреволюцией «для организации отпора корниловским заговорщикам».
17 сентября избран первым большевистским председателем Московского совета рабочих депутатов. Занимал должность до 14 ноября, когда произошло объединение Совета рабочих депутатов с Советом солдатских депутатов в Московский совет рабочих и солдатских депутатов, ставший высшим органом власти в Москве.
На состоявшемся в Петрограде 14—22 сентября 1917 года Всероссийском демократическом совещании высказался за участие большевиков в Предпарламенте.
Во время Октябрьской революции руководил московским ВРК. Под его руководством большевики победили в Москве. Нарком по делам торговли и промышленности в первом Совете народных комиссаров.
4 ноября совместно с Каменевым, Зиновьевым и Рыковым Ногин подписал заявление во ВЦИК, в котором говорилось о необходимости «образования социалистического правительства из всех советских партий… вне этого есть только один путь: сохранение чисто большевистского правительства средствами политического террора. На этот путь вступил Совет народных комиссаров… Нести ответственность за эту политику мы не можем и поэтому слагаем с себя перед ЦИК звание народных комиссаров». В тот же день Ногин подписал и заявление в ЦК РСДРП(б), где было сказано, что решимость ЦК не допустить образования коалиционного социалистического правительства является гибельной политикой, проводимой «вопреки громадной части пролетариата и солдат, жаждущих скорейшего прекращения кровопролития между отдельными частями демократии… Мы уходим из ЦК в момент победы… потому, что не можем спокойно смотреть, как политика руководящей группы ЦК ведёт к потере рабочей партией плодов этой победы».
Однако Ногин через три недели «признал ошибки» и продолжил работать на руководящих должностях, но уже более низкого уровня. Занимал посты комиссара труда Московской области, а затем — заместителя наркома труда РСФСР.
Кандидат в члены ЦК РКП(б) (1920—1921). Член Центральной ревизионной комиссии РКП(б) (1921—1924). Председатель Центральной ревизионной комиссии РКП(б) (1921—1924).
В. П. Ногин умер 22 мая 1924 года от желудочного кровотечения после перенесённой операции. Похоронен на Красной площади в Москве в братской могиле.
26 января 1930 года газеты «Известия» и «Рабочая Москва» поместили сообщение о состоявшемся Постановлении ВЦИК «… переименовать город Богородск и станцию Богородск Московско-Нижегородской ж. д. в город и станцию Ногинск, а Богородский уезд в Ногинский».
Жена — Ногина, Ольга Павловна (урожд. Ермакова, 1885—1977) — педиатр, заслуженный врач РСФСР, член РСДРП с 1906 года.

## Память
В честь Ногина названы:

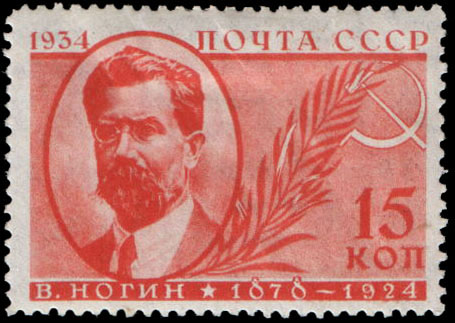
Почтовая марка СССР, 1934 год

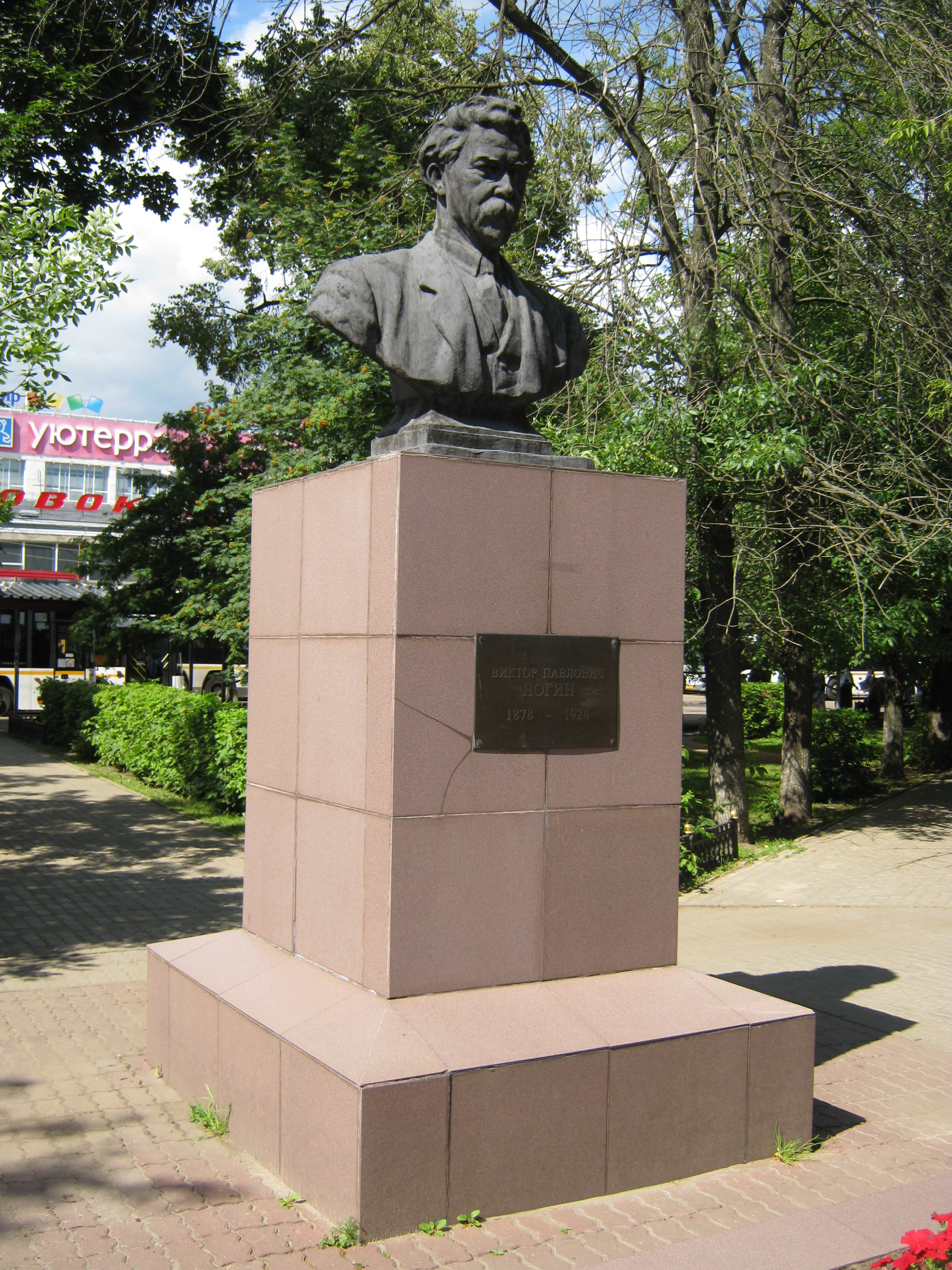
Памятник В. П. Ногину в Ногинске

- город Ногинск Московской области (до 1930 года назывался Богородск).
- Улицы, подробнее см. Улица Ногина.
- прядильно-ткацкая фабрика, дом культуры и переулок в Санкт-Петербурге
- исчезнувший посёлок Ногинск в Красноярском крае.
- в Москве его имя носила площадь Ногина (ныне разделена на площадь Варварские Ворота и Славянскую площадь); расположенная на этой площади станция московского метро Китай-город с открытия в 1971 году до 1990 года также носила название «Площадь Ногина», в вестибюле станции сохранился бюст революционера; Кунцевская дерматиноклеёночная фабрика[9] («Смерть пионерки» Э. Багрицкого: «…пионеры Кунцева, пионеры Сетуни, пионеры фабрики Ногина»); и Чулочно-носочная фабрика на Сущёвском Валу.
- в городе Вичуга: Вичугская прядильно-ткацкая фабрика им. В. П. Ногина[10]

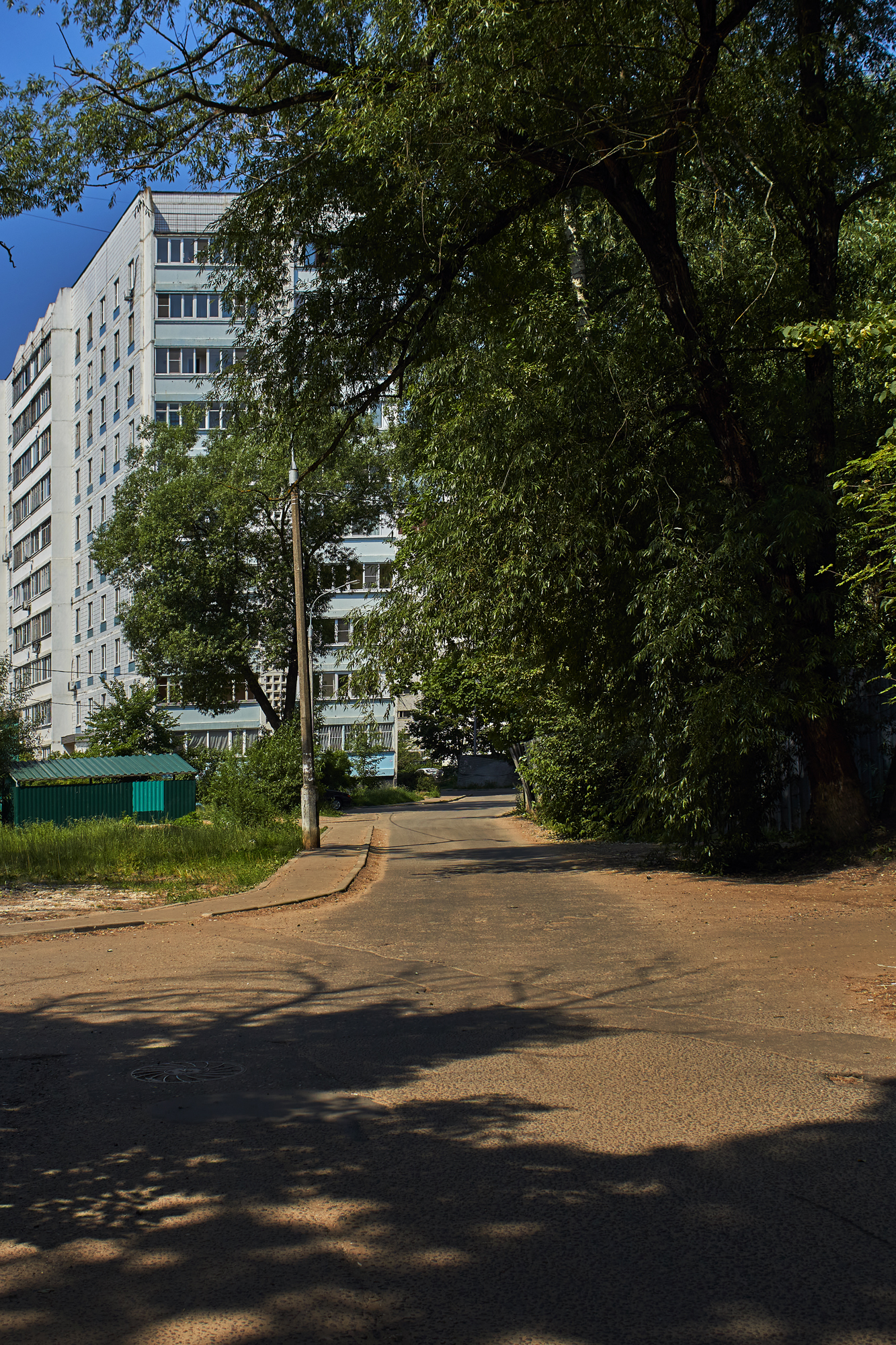
Ногинский проезд в Электростали

- в городе Коврове: Дом культуры имени В. П. Ногина[11]
- в городе Махачкале, Дом культуры имени Ногина.
- в городе Серпухове: микрорайон имени Ногина
- в городе Якутске: улица имени Ногина
- в городе Нижнем Новгороде: улица имени Ногина

## Сочинения
- Ногин В. П. На полюсе холода. — М., 1922.
- Ногин В. П. Среди московских большевиков // Год борьбы. — М-П., 1927.